# Арчибалд Кронин
Арчибалд Джоузеф Кронин (на английски: Archibald Joseph Cronin) е шотландски писател, известен най-вече с романа си „Цитаделата“, който е екранизиран и е номиниран за наградата Оскар.

## Биография
Роден е на 19 юли 1896 година в село Кардрос, Дъмбартъншър, Шотландия, единственото дете на Патрик Кронин – католик и Джеси Кронин – протестантка. Първоначалното си образование получава в училището на родното си село, а след това продължава да учи в Хелънсбърг, Глазгоу и Дъмбартънската академия, където се проявява като отличен ученик и печели много състезания по литература. Благодарение на изключителните си способности, през 1914 г. Кронин получава стипендия за специализиране на медицина в Университета в Глазгоу. Именно там той се запознава с бъдещата си съпруга Агнес Мари Гибсън. През 1915 прекъсва учението си и постъпва като медицински младши лейтенант във флотата. След демобилизирането си Кронин завършва с отличие университетския курс през 1919.
След едно пътуване до Индия в качеството на корабен лекар той завежда амбулаторията в голяма болница в Глазгоу, а по-късно става главен лекар на болницата в Шетълстън. Кронин работи като лекар в няколко болници преди да стане хирург в Кралския флот по време на Първата световна война. След войната Кронин се установява в минодобивната част на Южен Уелс в град Тредегар и през 1924 г. е назначен за медицински инспектор в мините. Впоследствие се мести в Лондон.
По време на пътуване в шотландските планини Кронин написва първия си роман „Замъкът на шапкаря“, който пожънва незабавен успех в Англия и САЩ. Романът се превежда на шест езика, появява се драматизация от Едуард Ноблок и пиесата се поставя в Глазгоу и Единбург, холивудската компания „Парамаунт Пикчърс“ го филмира. След този неочакван успех д-р Кронин решава да се посвети изключително на литературата.
Повечето от романите на Кронин печелят небивал успех и са преведени на много езици. Многократно е публикуван в България.
В края на 1930 г. Кронин се мести в САЩ с жена си и трите им сина. Заселва се в щата Кънектикът. По-късно се завръща в Европа и последните двадесет и пет години от живота си прекарва в Люцерн и Монтрьо, Швейцария, където продължава да пише до своята смърт на 6 януари 1981 г.

## Произведения

### Самостоятелни романи
- Hatter's Castle (1931)
Замъкът на шапкаря, изд.: Народна култура, София (1960), прев. Михаил Антонов, Сидер Флорин
Замъкът на шапкаря, изд.: „Калпазанов“, Габрово (1991, 1992, 1996, 2005), прев. Михаил Антонов, Сидер Флорин
- Three Loves (1932)
Трима в любовта, изд.: „Фар“, София (1945), прев. Н. Д. Балтов
- Grand Canary (1933)
Канарските острови, изд. „Бр. Миладинови“ (1945), прев. Любен Пенчев
Канарските острови, изд.: ИК „Прозорец“, София (1992), прев. Любен Пенчев
- The Stars Look Down (1935)
Звездите гледат отгоре, изд. „М. Г. Смрикаров“, София (1941), прев. Богдан Ясников
Звездите светят отгоре, изд.: „Rebus“, София (1996), прев. Богдан Ясников
- The Citadel (1937)
Цитаделата, изд. „М. Г. Смрикаров“, София (1939), прев. Юлий Генов
Цитаделата, изд. „Книго-Лотос“, София (1946), прев. Юлий Генов
Цитаделата, изд. „M.-L.“, София (1992), прев. Марта Степанова
- Vigil in the Night (1939)
- Beyond This Place (1940)
Отвъд бездната, изд. „ИнфоСпектър“ Стара Загора (1994), прев. Веселин Кантарджиев
- The Valorous Years (1940)
Героични години, изд. „Славчо Атанасов“, София (1941), прев. Невена Розева
Героични години, изд.: ИК „Витраж“, София (1991), прев. Невена Розева
- The Keys of the Kingdom (1942)
Ключовете на царството, изд. „М. Г. Смрикаров“, София (1944), прев. Борислав Вечеров
Ключовете на царството, изд.: „Ивета“, София (1992), прев. Борислав Вечеров
- The Green Years (1944) – роман за деца
 Годините напомнят, изд.: М. Г. Смрикаров, (1946) прев. Недялка Върбенова
Зелени години, изд.: ИК „Отечество“, София (1981), прев. Живка Рудинска; ил. Христо Жаблянов
- Adventures of a Black Bag (1947)
- Shannon's Way (1948)
Пътят на доктор Шенън, изд.: „НС на ОФ“, София (1961), прев. Невена Розева
Пътят на доктор Шенън, изд.: „Жар“, София (1992), прев. Невена Розева
Пътят на д-р Шенън, изд.: ИК „Хермес“, Пловдив (2014), прев. Невена Розева
- The Spanish Gardener (1950)
- Crusader's Tomb (1956)
Гробницата на кръстоносеца, изд.: ИК „Бард“, София (1994), прев. Иван Катранджиев
- A Thing of Beauty (1956)
- Northern Light (1958)
Северна светлина, изд.: „НС на ОФ“, София (1960), прев. Борис Миндов
- The Judas Tree (1961)
Дървото на Юда, изд.: „НС на ОФ“, София (1961, 1985), прев. Златко Попзлатев
Дървото на Юда, изд.: „Калпазанов“, Габрово (1992, 1996), прев. Златко Попзлатев
- A Song of Sixpence (1964)
Песен за петаче, изд. „ИнфоСпектър“ Стара Загора (1996), прев. Иво Стефанов
- A Pocket Full of Rye (1968)
Джоб, пълен с ръж, изд. „ИнфоСпектър“ Стара Загора (1995), прев. Веселин Кантарджиев
- The Minstrel Boy (1975)
- Desmonde (1975)
- Lady with Carnations (1935)
Дамата с карамфилите, изд.: „Гладстон“, София (1947), прев. Радка Крапчева
Дамата с карамфилите, изд.: „Ведрина“, София (1991), прев. Радка Крапчева
- Gracie Lindsay (1978)
Грейси Линдзи, изд. „ИнфоСпектър“ Стара Загора (1995), прев. Веселин Кантарджиев

### Серия „Д-р Финли“ (Dr. Finlay)
1. Short Stories from Dr. Finlay's Casebook (1978)
2. Doctor Finlay of Tannochbrae (1978)

### Документалистика
- Adventures in Two Worlds (1952) – автобиография
Приключения в два свята, изд.: „Хр. Г. Данов“, Пловдив (1967), прев. Бистра Винарова, Юлий Генов
Приключения в два свята, изд.: „БЗНС“, София (1987), прев. Бистра Винарова, Юлий Генов
Приключения в два свята, изд.: ИК „Бард“, София (1993), прев. Бистра Винарова, Юлий Генов
- Great Unsolved Crimes (1975)